# Комитет общественных организаций
Комитет общественных организаций — организация, управляющая организационной и исполнительной работой, в Москве.

## История
Комитет общественных организаций образован во время Февральской революции 1 марта 1917 года на учредительном съезде общественных учреждений Москвы.
Вначале в комитете общественных организаций состояло 165 представителей из 23 организаций, среди которых: Городская дума, губернское и уездное земство, Земгор, Военно-промышленный комитет, Общество заводчиков и фабрикантов, Московский торгово-промышленный комитет, Московское купеческое общество — также были представители от Совета рабочих депутатов, профсоюзов, больничных касс, новообразованного Совета солдатских депутатов. В середине мая 1917 года в комитете находилось 339 членов и 222 кандидата.
Исполком Комитета общественных организаций формировал комиссии, которые занимались руководством некоторых областей городского хозяйства. Когда создано Временное правительство, то исполком КОО, главой тогда был кадет Н. М. Кишкин, стал управлять организационной и исполнительной работой в Москве.
В июне 1917 года прошли выборы в думы районов, и комитет распущен.